# Antonio Hercolani Fava Simonetti
Antonio Hercolani Fava Simonetti (Bologna, 22 gennaio 1883 – Bologna, 18 giugno 1962) fu luogotenente interinale del Sovrano Militare Ordine di Malta dal 1951 al 1955.

## Biografia
Antonio Hercolani, figlio del Conte Alfonso e di Albertina Lupi di Moirano, nacque in seno a una delle più illustri famiglie patrizie bolognesi.
Il 15 giugno 1912 a Bologna sposò Marianna Fava Ghisilieri Simonetti (Bologna, 10 novembre 1891 - Roma, 28 febbraio 1919), figlia di Alessandro Fava Ghisilieri e di Isotta Simonetti dei principi di Musone.
Con R.D. del 29 agosto 1921 fu autorizzato assieme ai discendenti ad aggiungere al proprio i cognomi Fava e Simonetti.
Da questo matrimonio nacque un figlio, Filippo Rinaldo (1913-2002) dal quale discendono gli attuali rappresentanti della famiglia Hercolani Fava Simonetti .
Fu ricevuto nel Sovrano Militare Ordine di Malta nel 1916 in qualità di Cavaliere di Onore e Devozione. Dopo la morte della moglie nel 1919, pronunciò i voti semplici il 28 giugno 1922 divenendo Cavaliere di Giustizia ed il 7 dicembre 1931 fece la professione solenne.
Commendatore di Giustizia, a partire dal 1931 fu rappresentante del Gran Priorato di Roma nel Sovrano Consiglio.  Nella seduta consigliare del 14 dicembre 1938 fu elevato al rango e dignità di Balì Gran Croce di Giustizia.
Nel 1939, in occasione del Conclave indetto per la morte di Papa Pio XI, poiché il Gran Maestro Fra' Ludovico Chigi Albani della Rovere doveva disimpegnare la funzione di Maresciallo del Conclave, il Ven. Balì Fra' Antonio Hercolani fu nominato suo luogotenente fino all'elezione del nuovo pontefice.
Il 14 novembre 1951, alla morte del Principe e Gran Maestro Fra' Ludovico Chigi Albani della Rovere, essendo il membro più anziano di professione religiosa del Sovrano Consiglio assunse la carica e le funzioni di luotenente interinale dell'Ordine. Le mantenne fino al 25 aprile 1955 quando fu eletto il nuovo Luogotenente di Gran Maestro Fra' Ernesto Paternò Castello di Carcaci.
La ragione di una così lunga luogotenenza (durata poi fino al 1962) fu dovuta alla volontà, da parte vaticana, di studiare lo speciale "rapporto tra il pontefice e l'Ordine" dal punto di vista giuridico giungendo poi, il 24 gennaio 1953, alla sentenza cardinalizia che stabilì che l'Ordine fosse soggetto al Vaticano non solo come ordine religioso ma anche come ente di diritto internazionale creando una crisi tra il Vaticano e gli stessi cavalieri dell'Ordine che si risolse solo grazie all'operato del successore Paternò Castello di Carcaci.
Morì a Bologna il 18 giugno 1962.